# Global 2000 (Studie)

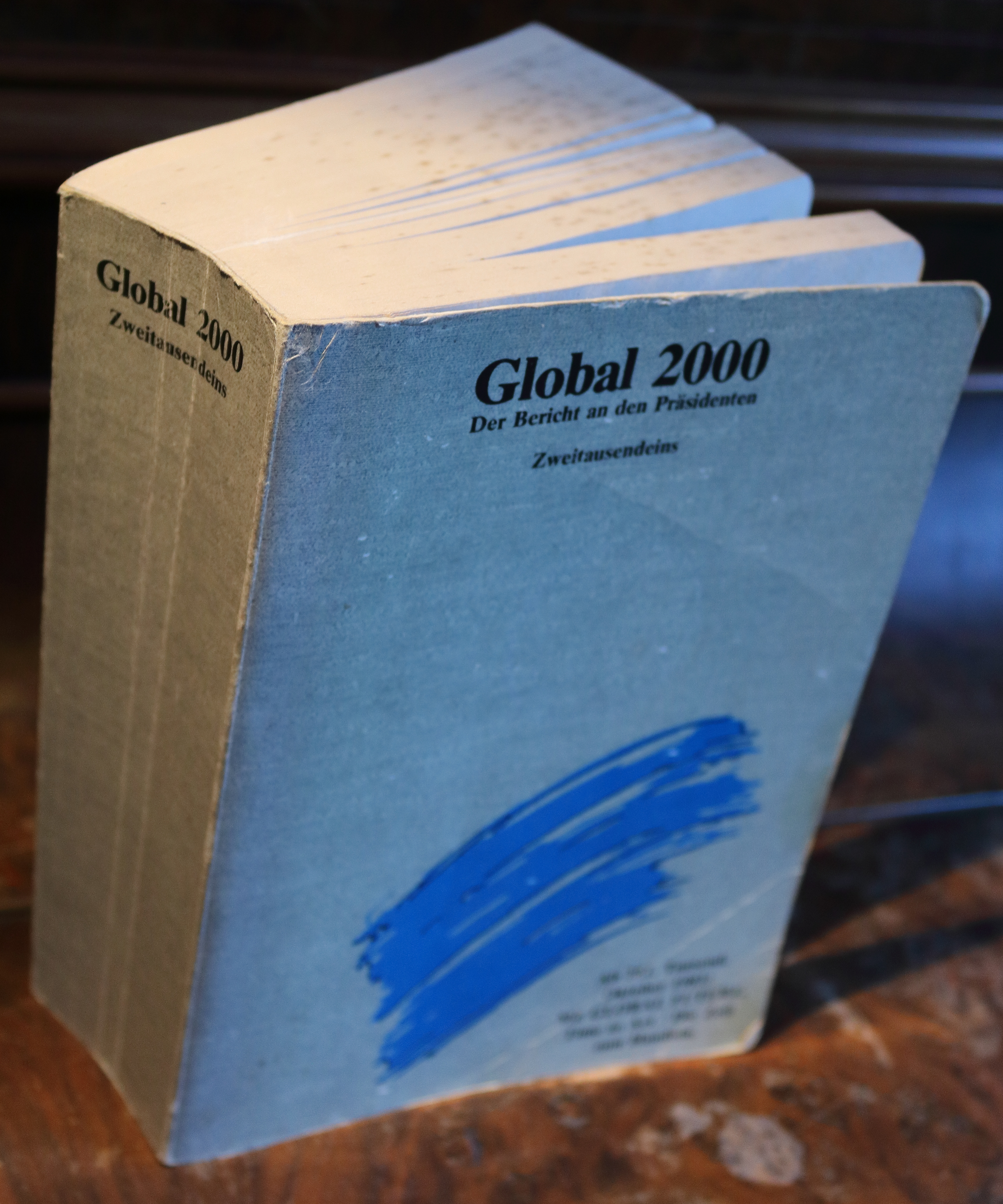
Ein Exemplar der deutschen Ausgabe der Studie „Global 2000“

Global 2000 ist eine Umweltstudie, die 1977 von US-Präsident Jimmy Carter im Rahmen einer Botschaft an den Kongress in Auftrag gegeben wurde. Sie wurde im Jahre 1980 von der US-Regierung veröffentlicht und noch im selben Jahr von einer Gruppe von Mitarbeitern des Verlages Zweitausendeins ins Deutsche übersetzt. Die erste deutsche Ausgabe umfasste 1438 Seiten. Ein Zusatzband mit rund 200 Seiten erschien 1981 unter dem Titel „Es ist Zeit zu Handeln“.
Sie sollte grundlegende Entwicklungen der Umweltbedingungen und ihre Auswirkungen auf die Zukunft der Menschheit bis zum Jahr 2000 bestimmen. Die Studie wurde durch das Council on Environmental Quality (engl., dt. Rat zur Umweltqualität) und das Außenministerium zusammen mit anderen US-Bundesbehörden und einem Netzwerk von Institutionen und Experten erstellt. Damit war sie weitaus breiter und fortschrittlicher angelegt als die Studie Grenzen des Wachstums, welche der Club of Rome 1972 veröffentlicht hatte. Sie prognostizierte sowohl ein überproportionales Bevölkerungswachstum als auch wachsende Umweltprobleme und sah bereits deutliche Anzeichen für Klimaveränderungen.
In den USA wurde die Studie ca. 500.000 Mal verkauft. In Deutschland gilt sie bis heute als das erfolgreichste Buch ihres deutschen Verlages und fand vor allem in der Umweltbewegung breite Resonanz. Da einige ihrer Vorhersagen nicht eingetreten sind, gilt sie inzwischen als überholt. Für die Geschichte der Entwicklung und Wahrnehmung von Umweltproblemen gehört sie aber weiterhin zu den wichtigsten Werken.
Da die Studie durch amerikanische Steuergelder bezahlt wurde, kann sie kostenlos als PDF-Dokument in mehreren Sprachen heruntergeladen werden.
1993 wurde das Buch Global 2000 Revisited: What Shall We Do? veröffentlicht. Darin ziehen einige der Autoren von Global 2000 ein Resümee ihrer Prognosen. Einige ihrer Erwartungen seien übertroffen worden (z. B. Süßwasser), andere hätten sich als weniger problematisch herausgestellt. Weiterhin werden Prognosen bis ins Jahr 2200 gestellt und deren Problematik diskutiert und in Grafiken dargestellt.

## Nachweise
1. ↑  wdr.de: Studie Global 2000. WDR-Stichtag - Vor 25 Jahren, 23. Juli 2005
2. ↑  Franz-Josef Brüggemeier: Tschernobyl, 26. April 1986: Die ökologische Herausforderung. S. 226.
3. ↑  Gerald O. Barney: geraldbarney.com
4. ↑  Global 2000 – 1438 Seiten, übersetzt und hrsg. von Reinhard Kaiser.
5. ↑  Barney 1993 – Buch im Volltext - auf bibliotecapleyades (https)